# Mezzaro
Il nome mezzaro o mezzero o mèṡere o mèṡero è un grande quadrato di stoffa in cotone o lino riccamente stampato principalmente con fantasiosi disegni di alberi (il più conosciuto è L'Albero della vita) e fiori con cui le donne liguri si drappeggiavano già nel Duecento.

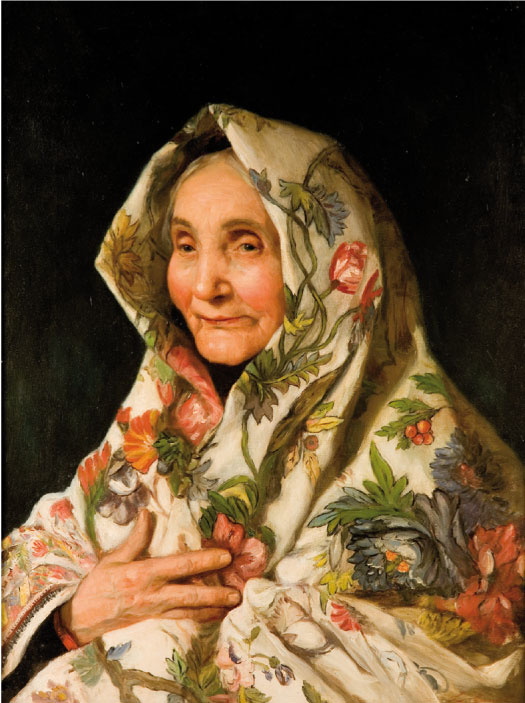
Vecchia con un mezzaro, ritratto da Luigi Gainotti

L'usanza di coprirsi il capo con grandi fazzoletti, così come il nome dato al telo, era in uso a Genova già dal Medioevo mentre il disegno tradizionale che oggi viene associato al mezzaro è di introduzione successiva e risale al XVII secolo e arriva a Genova con i mercanti della Compagnia delle Indie che importavano dall'Oriente pezze di stoffe con disegni tradizionali da esportare in Nord Europa come complemento d'arredo. 
La raffigurazione a Genova diventa subito di moda e viene usata nell'arredamento dei grandi palazzi nobiliari, ma anche come mantello e diventa in breve simbolo di potere e ricchezza indossato dalle nobili signore genovesi (il Casanova ne parla nelle sue memorie raccontando di averne comperato uno).
Veniva realizzato con stampini in legno di pero intagliati che, intinti nell'inchiostro e utilizzati come tamponi, andavano a formare gli elaborati disegni di queste tele.
In seguito alla sua grande diffusione in città sorsero nella Val Polcevera numerose filande e stamperie artigiane che, imparata dall'India la tecnica degli stampini, iniziarono la produzione locale dei mezzari, questi artigiani si chiamavano appunto 'indianatori'. Da qui le pezze genovesi venivano poi esportate in tutta Europa, soprattutto in Inghilterra dove erano molto apprezzati.
Alla fine del Settecento il mezzaro fu abbandonato dall'aristocrazia, ma rimase parte fondamentale del costume popolare genovese, piegato in due a coprire la testa e le spalle, e ancora adesso è usato nelle feste e nel costume folcloristico.

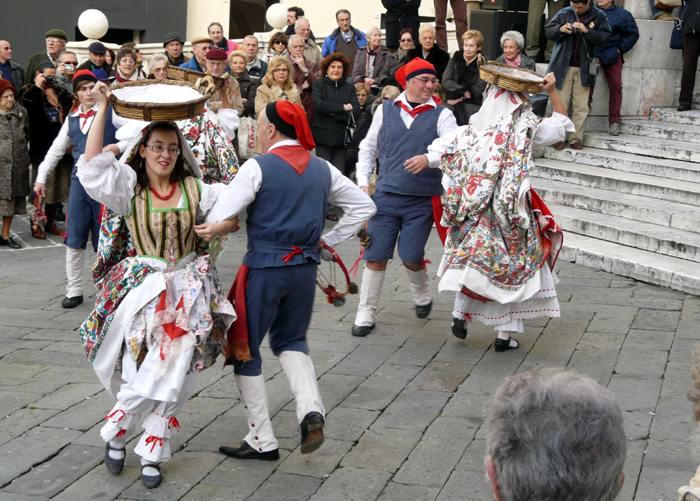
Gruppo folclorico genovese

Oggi i mezzari, che fanno ancora parte dell'arredamento delle case genovesi come copriletti o complementi d'arredo, vengono stampati perlopiù in serigrafia, ma si possono trovare quelli tradizionali, ancora importati dall'India e realizzati con l'antico sistema degli stampini.

## Etimologia
La parola mezzaro deriva da mizar, parola dell'arabo antico che significa coprire, nascondere, in genovese è diventata "mesar" e poi "mezzaro" ad indicazione della pezza di stoffa usata dalle donne per coprirsi il capo, usanza diffusa sia in medio oriente che in Europa. Il termine venne importato a Genova durante gli scambi dell'epoca d'oro della Superba.

## Soggetti
L'albero della vita: si tratta del soggetto tradizionale importato dall'India a cui si sono poi ispirate le realizzazioni successive. La raffigurazione antica, ancora mantenuta, è stilizzata, ma molto decorativa: l'albero nasce da una collinetta fiorita e si diparte poi in un complesso intrico di rami ricchi di fiori di vario genere come simbolo benaugurale di letizia e abbondanza. Il disegno si è mantenuto fedele alla configurazione originale al punto che si può ancora identificarne le analogie con le stampe indiane sia nel soggetto centrale e sia nella bordura, rappresentata da un susseguirsi di motivi floreali paisley. Sebbene in chiavi e raffigurazioni diverse, l'albero è il tema centrale del mezzaro in tutte le sue varianti.
Mezzaro del castagno: realizzato a partire dall'inizio Ottocento da parte della manifattura Speich e poi da quella Testori con grande successo, si tratta di una variante del soggetto dell'albero della vita dove quest'ultimo è costituito da un castagno riccamente adorno di anemoni, primule e tulipani. Nel soggetto tradizionale fanno parte della rappresentazione anche alcuni animali come fagiani, altri uccelli e api. La composizione è più naturale e meno stilizzata rispetto all'originale, ma risente del gusto ottocentesco per la cineseria.

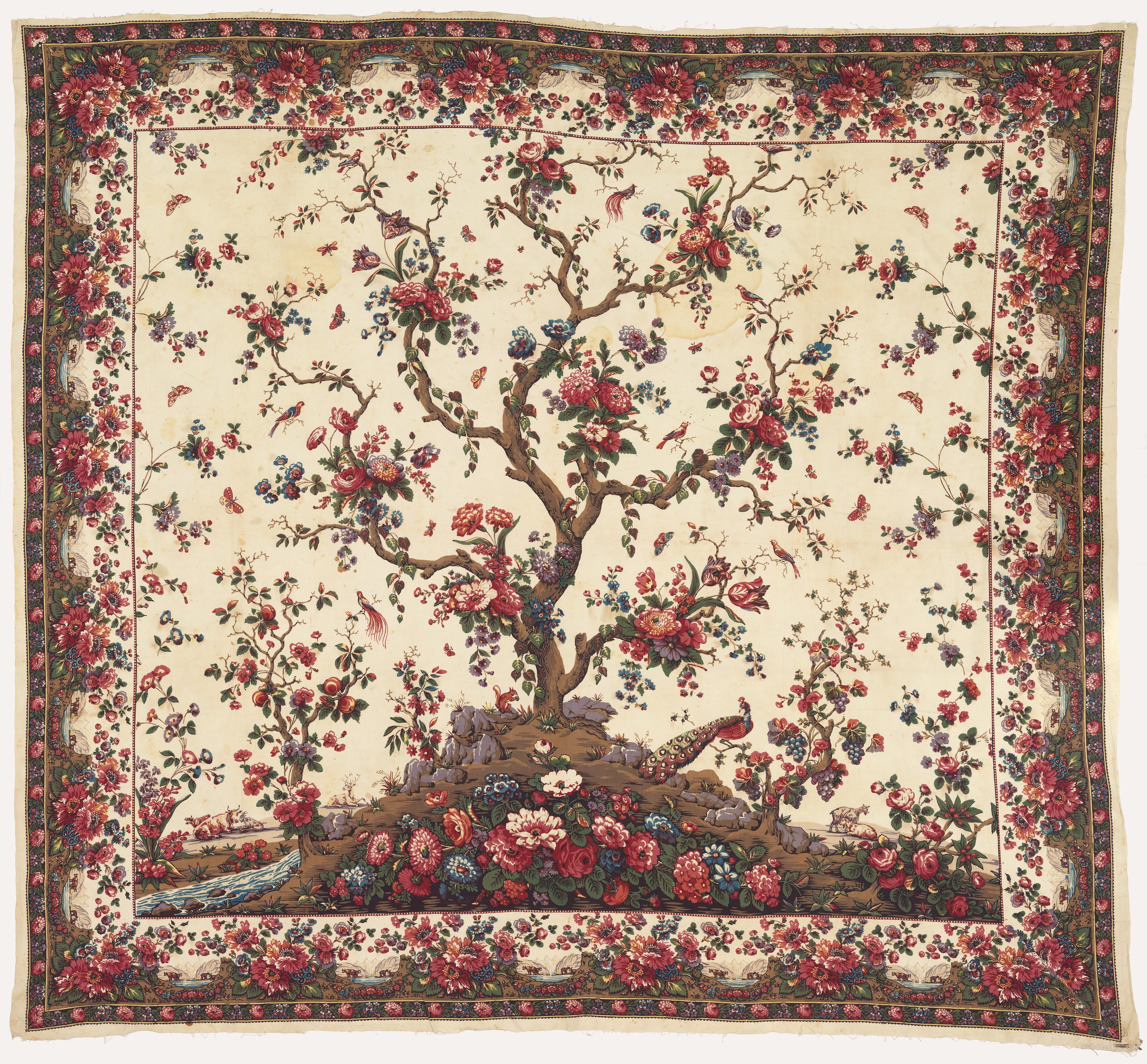
Mezzaro con Albero delle rose

Mezzaro delle rose: molto simile al mezzaro del castagno e realizzato dalle stesse manifatture, ha la particolarità di una raffigurazione con una natura molto ricca di fiori in cui spiccano soprattutto rose e peonie rosate di grandi dimensioni disposte sui rami e ai piedi del tronco dell'albero. Nel complesso richiama un gusto barocco settecentesco di stampo francese.
Mezzaro del macaco o della scimmia: soggetto disegnato sempre dalla manifattura degli Speich di Cornigliano e, in seguito, riproposto da quella dei Testori di Sampierdarena (di cui se ne conservano alcuni registri del 1927 a Palazzo Rosso che lo testimoniano). La raffigurazione è arricchita di soggetti esotici: upupa, conigli, pavoni, pappagalli e frutta tropicale. Dal tripudio di abbondanza si erge il sempre presente albero della vita e sul suo ramo è appesa una piccola scimmia (in genovese chiamata macaco) che dà il nome alla tipologia. La composizione denota un evidente richiamo alle tessiture francesi del tardo XVIII secolo.
Mezzaro fiorito: questo soggetto è uno dei primi che venne realizzato direttamente a Genova, la sua iconografia si rifà a quella dell'Albero delle rose, la rappresentazione non evidenzia più la figura centrale dell'albero, ma viene mantenuto il graticcio di rami intrecciati tipico delle altre rappresentazioni. Come suggerisce il nome, i suddetti rami sono tempestati di fiori di vario genere, tra cui peonie e rose, appunto. Alcune testimonianze attestano che la rappresentazione era in voga a Genova sul finire del Settecento.
Rappresentazioni moderne: alcuni artisti tra cui Emanuele Luzzati si sono cimentati in rivisitazioni moderne del mezzaro includendo nuove rappresentazioni dell'albero della vita associate a fondali non più monocromi, ma con scorci della città (Spianata Castelletto, Boccadasse, ecc) oppure di fantasia.